# Barnaza
Barnaza (naziv izveden iz "BAkterijska" "RiboNukleAZA") je bakterijski protein koji se sastoji od 110 aminokiselina i ima ribonukleaznu aktivnost. Njega sintetiše i izlučuje bacterija Bacillus amyloliquefaciens. On je letalan za ćeliju kad je izražen bez svog inhibitora barstar. Inhibitor se vezuje za i zaklanja ribonukleazno aktivno mesto, čime sprečava barnazu da oštećuje ćelijsku RNK nakon sinteze i pre nego što se izluči. Barnaza/barstar kompleks je poznat of svom izuzetno čvrstom protein-protein vezivanju, sa konstantom disocijacije od 108s−1M−1.

## Studije proteinskog savijanja
Barnaza ne sadrži disulfidne veze, niti su joj porebni dvovalentni katjoni ili nepeptidne komponente da bi se savila. Ta jednostavnost, u kombinaciji sa njenom reverzibilnom tranzicijom foldinga, je razlog što je barnaza ekstenzivno studirana da bi se razumelo kako se proteini savijaju. Savijanje barnaze je izučavano u laboratoriji Alana Feršta. Ona je korištena kao test slučaj u razvoju metoda za karakterizaciju prelaznih stanja proteinskog foldinga poznatih kao analiza fi vrednosti.

## Aktivno mesto i katalitički mehanizam
Barnaza katalizuje hidrolizu na diribonukleotidnim GpN mestima. Razlaganje se odvija u dva koraka koristeći generalni kiselinsko-bazni mehanizam: ciklični intermedijar se formira tokom prvog transesterifikacionog koraka, koji se zatim hidrolizuje uz oslobađanje presecanje RNK. Dva najvažnija ostatka koji učestvuju u katalizi su Glu73 i His102. Oba su esencijalna za enzimatsku aktivnost. Glu73 je generalna baza, dok je His102 generalna kiselina. Mada direktno ne učestvuje u kiselo-baznoj katalizi, Lys27 je isto tako važan za aktivnost. On pomaže u vezivanja supstrata u prelaznom stanju.

## Literatura
- Kippen, A. D.; Arcus, V. L.; Fersht, A. R. (1994). „Structural studies on peptides corresponding to mutants of the major alpha-helix of barnase”. Biochemistry. 33 (33): 10013—10021. PMID 8060969. doi:10.1021/bi00199a027.</ref>
- Arcus, V. L.; Vuilleumier, S.; Freund, S. M.; Bycroft, M.; Fersht, A. R. (1994). „Toward solving the folding pathway of barnase: The complete backbone 13C, 15N, and 1H NMR assignments of its pH-denatured state”. Proceedings of the National Academy of Sciences of the United States of America. 91 (20): 9412—9416. PMC 44822 . PMID 7937780. doi:10.1073/pnas.91.20.9412.</ref>
- Arcus, V.; Vuilleumier, S.; Freund, S. M.; Bycroft, M.; Fersht, A. R. (1995). „A Comparison of the pH, Urea, and Temperature-denatured States of Barnase by Heteronuclear NMR: Implications for the Initiation of Protein Folding”. Journal of Molecular Biology. 254 (2): 305—321. PMID 7490750. doi:10.1006/jmbi.1995.0618.</ref>
- Oliveberg, M.; Arcus, V. L.; Fersht, A. R. (1995). „PKA values of carboxyl groups in the native and denatured states of barnase: The pKA values of the denatured state are on average 0.4 units lower than those of model compounds”. Biochemistry. 34 (29): 9424—9433. PMID 7626612. doi:10.1021/bi00029a018.</ref>

## Spoljašnje veze
- InterPro entry.